# Усов Михайло Михайлович
Усов Михайло Михайлович — (рос. Усов Михаил Михайлович) народився в 1845 р., помер в 1902 р.;— російській зоолог. Фахівець з порівняльної анатомії і ембріології, дослідник морської фауни.

## Біографія
Народився в селянській сім'ї. Закінчив уїздне училище, після якого навчався в Нижегородській гімназії. У 1864 році поступив в Санкт-Петербурзький державний університет. Вивчав анатомію і гістологію під керівництвом професора Овсяннікова Філіппа Васильовича. Закінчив університет в 1869 році.
Після закінчення університету, Усов кілька разів виїздив власним коштом за кордон, де слухав лекції в цюрихському, віденському і лейпцизькому університетах. В Лейпцизі він займався зоологію під керівництвом професора Лейкарта (Rudolf Leuckart). В 1879 році працює в Неаполі у професора Дорна (Anton Dohrn). У 1883—1886 роках працював в Мессіні.
У 1874 році отримує ступінь доктора філософії в Геттінгенському університеті. З 1877 року магістр зоології Петербурзького університету. У 1885 році — доктор зоології Казанського університету. З 1880 року приват-доцент Петербурзького університету, а з 1883 року приват-доцент Казанського університету. В 1885 році отримує посаду професора на кафедрі порівняльної анатомії і ембріології Казанського університету.

## Наукова діяльність
Досліджував морську фауну. Заснував школу казанських зоологів-морфологів. Зокрема, його ідеї розвивали Едуард Андрійович Мейер та Микола Олександрович Ліванов.
Усов описав ряд зоологічних таксонів. Для вказівки авторства, назви таких таксонів супроводжуються позначенням Ussov. Наприклад, Polypodium hydriforme (Ussov, 1895). Також на його честь названо тварину з типу Acoelomorpha — Haplodiscus ussovi Sabussow, 1896.

## Основні роботи
- Наблюдения над развитием головоногих моллюсков («Известия Императорского общества любителей естествознания, антропологии и этнографии», т. XXXIII)
- Polypodium hydriforme, новая форма пресноводных целентерат («Труды Общества казанских естествоиспытателей», 1885 р.)
- Прибавление к познанию организации оболочников («Известия Общества Любителей Естествоиспытателей», т. XVIII)
- Ueber die sog. augenähnlichen Flecken bei einig. Knochenfischen («Bulletin de la Société Impériale des Naturalistes de Moscou», t. LIV, 1879 р.)